# Johnson Toribiong
Johnson Toribiong (Airai, 22 juli 1946) is een Palaus advocaat, onafhankelijk politicus en was van 15 januari 2009 tot 17 januari 2013 president van Palau.

## Biografie

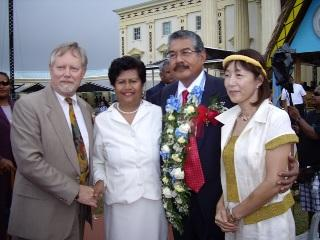
Amerikaans diplomaat Mark Bezner, Valerie Toribiong, haar echtgenoot Johnson Toribiong en Bezners vrouw Kuniko Yasuda tijdens de inauguratie van Toribiong op 15 januari 2009.

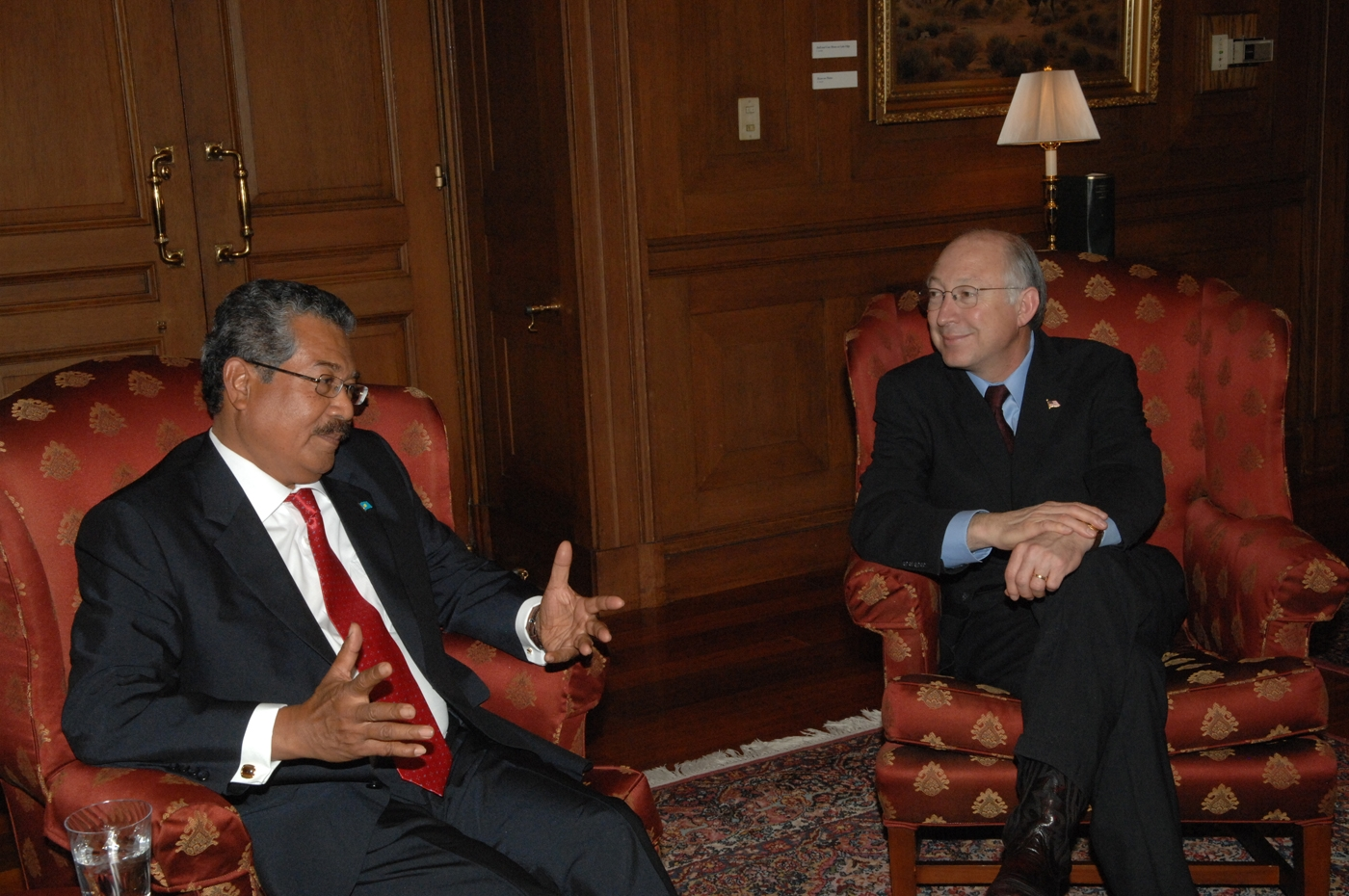
Toribiong in overleg met Amerikaans minister van Binnenlandse Zaken Ken Salazar
over het Compact of Free Association, een verdrag tussen Palau en de Verenigde Staten, op 23 maart 2009.

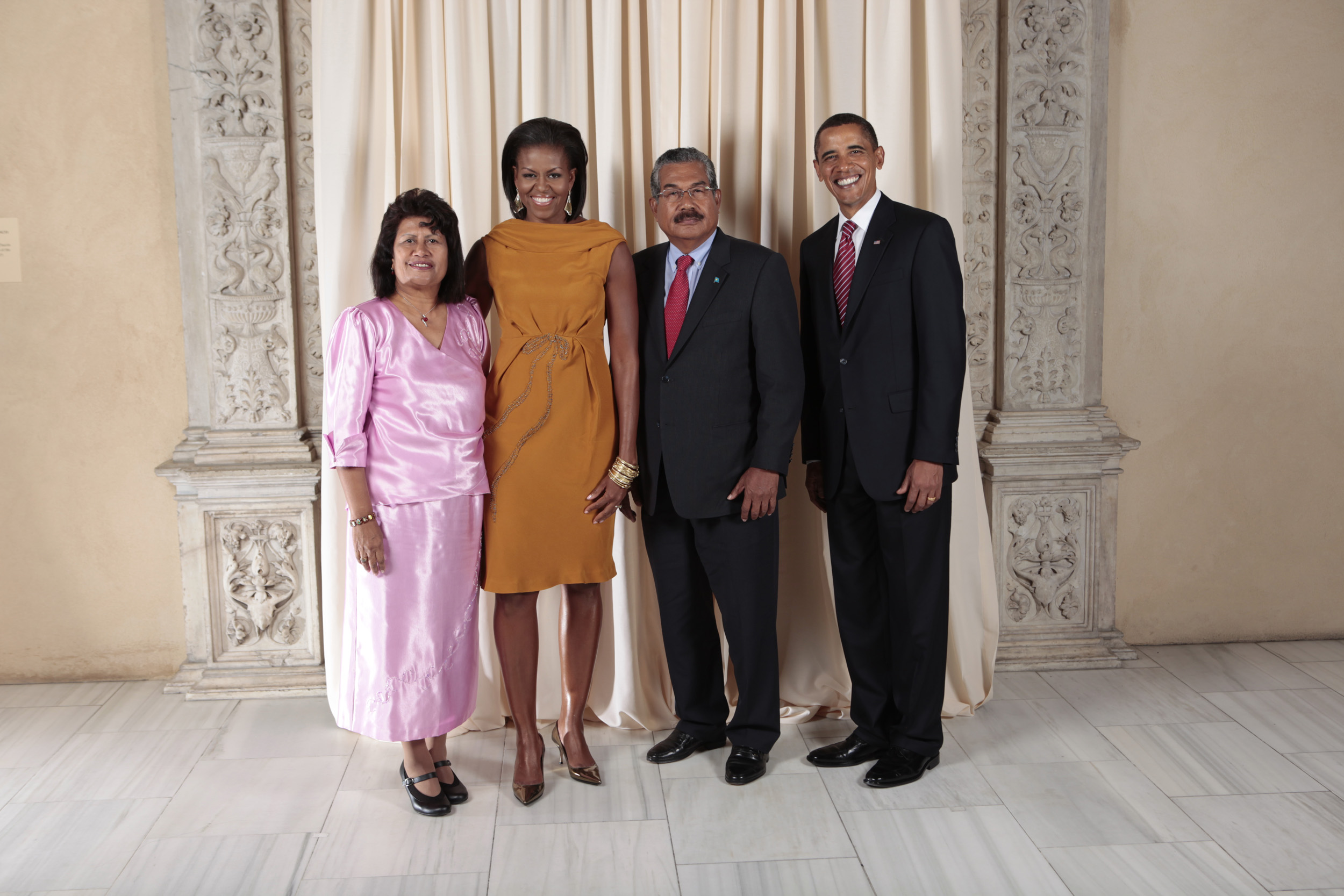
First lady Valerie Toribiong en haar Amerikaanse tegenhangster Michelle Obama met hun echtgenoten, de presidenten Toribiong en Barack Obama tijdens een receptie in het Metropolitan Museum of Art te New York op 23 september 2009.

Johnson Toribiong is de oudste zoon van Toribiong Uchel, een zevendedagsadventist, en Mechas Ucheliei Malsol Toribiong. Hij werd echter opgevoed door zijn grootmoeder en stiefopa.
Hij studeerde in de Verenigde Staten. In 1969 behaalde hij een diploma in politieke wetenschappen aan de Universiteit van Colorado en in 1973 rondde hij een studie rechtsgeleerdheid af aan de Universiteit van Washington.
Na zijn studie keerde hij terug naar Palau om aan het werk te gaan als ambtenaar, advocaat en soms als rechter. In de jaren tachtig nam hij plaats in de senaat van Palau.
Toribiong nam deel aan de presidentsverkiezingen in 1992, toen het land nog een Amerikaans gebiedsdeel was, en stootte door tot de tweede ronde, waarin hij verloor van Kuniwo Nakamura, die vervolgens president werd tot 2001.
In 2001 werd Toribiong door de toenmalige president Tommy Remengesau benoemd tot de eerste Palause ambassadeur in Taiwan, dat in tegenstelling tot de Volksrepubliek China diplomatieke erkenning door Palau geniet. Die functie heeft hij zeven jaar lang vervuld.
Toribiong werd op 15 januari 2009 tot president beëdigd, nadat hij op 4 november 2008 de tweede ronde van de verkiezingen won van toenmalig vicepresident Elias Camsek Chin.
Op 25 september 2009 verklaarde hij bij de Algemene Vergadering van de Verenigde Naties de exclusieve economische zone rond Palau tot beschermd gebied voor haaien. In dit gebied, dat even groot is als Frankrijk, mag sindsdien niet meer op haaien gejaagd worden. Hij riep tijdens deze persconferentie de internationale gemeenschap op om het afsnijden van haaienvinnen wereldwijd te verbieden.

## Kabinet
De regering-Toribiong zag er als volgt uit: (bron: CIA)